# Robert Mateusiak
Robert Bogumił Mateusiak (Wołomin, 13 de enero de 1976) es un deportista polaco que compitió en bádminton, en las modalidades de dobles y dobles mixto.
Ganó ocho medallas en el Campeonato Europeo de Bádminton entre los años 2000 y 2012.
Participó en cinco Juegos Olímpicos de Verano, entre los años 2000 y 2016, ocupando el quinto lugar en Pekín 2008, el quinto en Londres 2012 y el quinto en Río de Janeiro 2016, en la prueba de dobles mixto.

## Palmarés internacional
| Campeonato Europeo | Campeonato Europeo       | Campeonato Europeo | Campeonato Europeo |
| Año                | Lugar                    | Medalla            | Prueba             |
| ------------------ | ------------------------ | ------------------ | ------------------ |
| 2000               | Glasgow (Reino Unido)    | Medalla de bronce  | Dobles             |
| 2002               | Malmö (Suecia)           | Medalla de bronce  | Dobles             |
| 2004               | Ginebra (Suiza)          | Medalla de bronce  | Dobles             |
| 2006               | Den Bosch (Países Bajos) | Medalla de bronce  | Dobles             |
| 2006               | Den Bosch (Países Bajos) | Medalla de bronce  | Dobles mixto       |
| 2008               | Herning (Dinamarca)      | Medalla de plata   | Dobles mixto       |
| 2010               | Mánchester (Reino Unido) | Medalla de plata   | Dobles mixto       |
| 2012               | Karlskrona (Suecia)      | Medalla de oro     | Dobles mixto       |